# Luigi Ferdinando Marsili
Luigi Ferdinando Marsili o Luigi Ferdinando Marsigli (Bologna, 10 luglio 1658 – Bologna, 1º novembre 1730) è stato uno scienziato, militare, geologo e botanico italiano.

## Biografia

### Giovinezza
Apparteneva a una famiglia aristocratica di Bologna, essendo figlio cadetto del conte Carlo Francesco Marsili e della moglie Margherita Hercolani. Ereditò il titolo dopo che il fratello Anton Felice rinunciò alla primogenitura. Non fece studi regolari, ma si procurò ugualmente una vasta cultura frequentando l'Università di Bologna e quella di Padova, e studiando matematica, anatomia e scienze naturali con maestri insigni, come Geminiano Montanari e Marcello Malpighi.

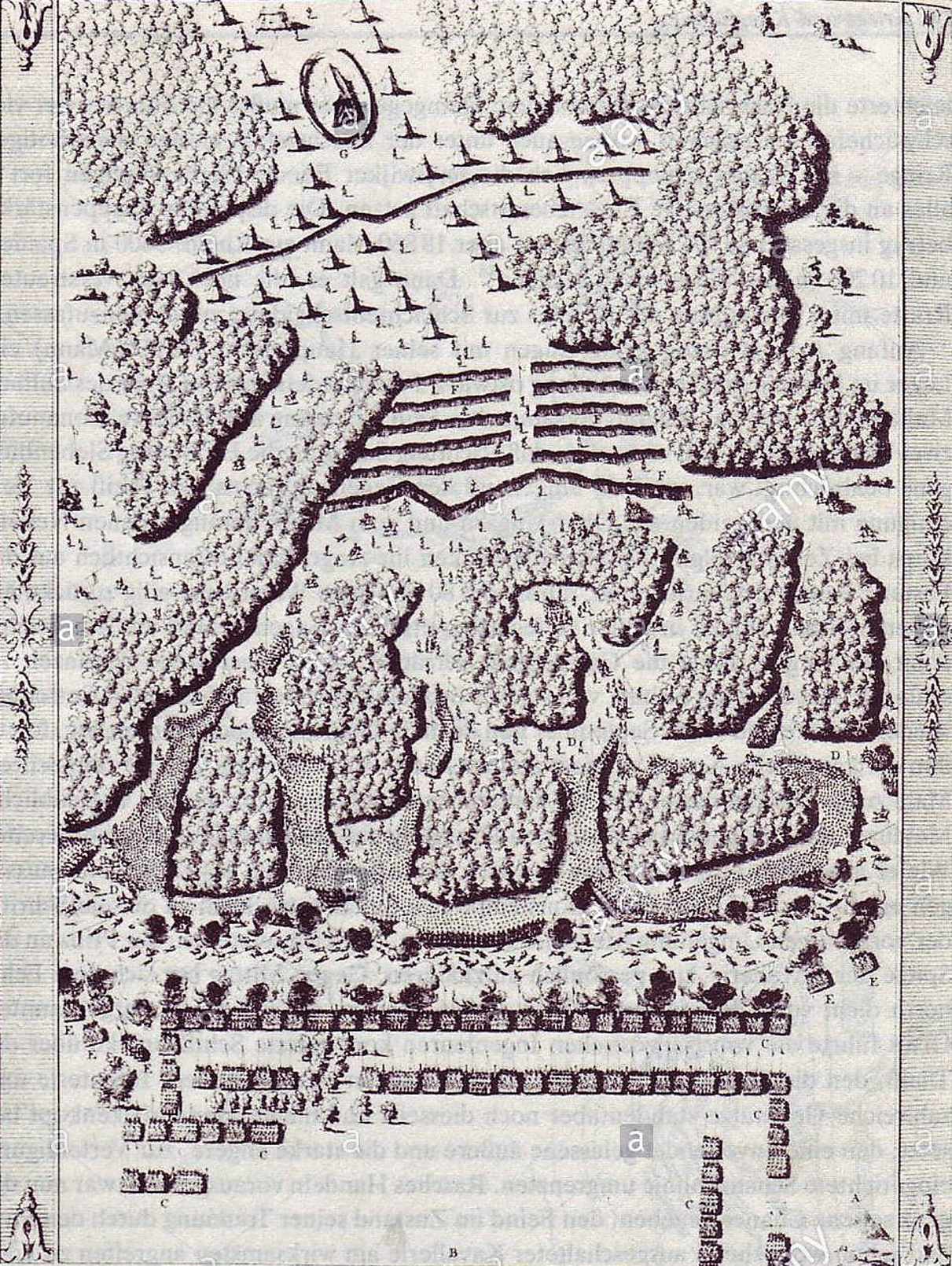
Battaglia di Mohács
di Luigi Ferdinando Marsili

Cominciò prestissimo a viaggiare associando osservazioni scientifiche alla raccolta di dati sull'organizzazione militare. Nel 1671, si recò a Napoli dove visitò i Campi Flegrei e salì sul Vesuvio. Nel 1679 si recò a Costantinopoli, allora capitale dell'Impero ottomano, dove rimase circa un anno. Frutto del viaggio di ritorno, attraverso la Penisola balcanica, furono le Osservazioni intorno al Bosforo tracio o vero canale di Costantinopoli (1680).

### La vita militare
Nel 1682 si arruolò nell'esercito dell'imperatore Leopoldo I, fu ferito e fatto prigioniero dai Turchi in un'azione sul fiume Rába, e venduto come schiavo a un Pascià che accompagnò alla battaglia di Vienna. Dopo peregrinazioni e traversie, fu riscattato nel 1684, ritornando alla vita militare in qualità di ingegnere. L'attività di Marsili consistette prevalentemente nello studio e nella progettazione di fortificazioni e altre opere di ingegneria militare quali strade e ponti, nell'apprestamento delle opere d'assedio, nella rilevazione di piante topografiche, e in apprestamenti logistici. L'attività militare gli permise di continuare gli studi: molto importanti quelli derivanti dalla sua conoscenza del Danubio, documentata dalla monumentale Danubius Pannonico-Mysicus (1726), contenente informazioni sulla geografia, l'etnologia, la geologia, e l'idrologia delle regioni danubiane. In qualità di militare, Marsili fu in Ungheria, dove nel 1686 partecipò all'assedio e alla conquista di Buda. In seguito, collaborò alla presa di Smederevo ed alla battaglia di Vidin. Ebbe una parte rilevante nelle trattative di pace con l'Impero ottomano nel 1691 e più tardi in quelle che condussero alla pace di Carlovitz; fu lui fra l'altro a guidare la commissione di demarcazione per conto dell'Impero austriaco per stabilire i confini con l'Impero ottomano.
La carriera del Marsili, che nel frattempo aveva raggiunto il grado di colonnello ed era stato ferito durante l'assedio di Belgrado (1688), fu interrotta bruscamente durante la Guerra di successione spagnola allorché, comandato alla difesa di Breisach agli ordini del conte d'Arco, dopo la caduta della fortezza fu processato insieme col suo comandante. Quest'ultimo, giudicato colpevole di aver capitolato prima del necessario, fu decapitato; Marsili fu degradato e spogliato dei beni (18 febbraio 1704). Fu poi riabilitato molti anni dopo, ma non tornò alla vita militare che per un breve periodo.

### Le ricerche scientifiche in età matura
Trascorse gli ultimi anni a Bologna, e alla città natale donò tutto il materiale raccolto nel corso delle sue ricerche, dando origine in tal modo all'Istituto delle scienze nel 1712. Vennero incaricati sei professori per gestire le differenti branche dell'Istituto, il quale successivamente verrà dotato di una tipografia in grado di stampare documenti, oltre che con l'alfabeto latino, con l'alfabeto greco, l'ebraico e l'arabo. All'Istituto fu strettamente legata l'Accademia delle Scienze. La donazione del ricchissimo materiale accumulato nel corso dei suoi viaggi e delle sue ricerche dette vita al primo nucleo del museo dell'Istituto, al quale si aggiunsero i musei di Aldrovandi e Cospi. A Bologna creò anche una Camera di geografia e nautica.
Per due anni soggiornò in Francia, sulle coste provenzali, e le metodiche osservazioni sui fenomeni del mare vennero utilizzate per l'Histoire physique de la mer (1725), considerato il primo trattato scientifico di idrografia.
Durante un soggiorno a Maderno, sul Lago di Garda (1725), fece una serie di osservazioni sistematiche, componendole in un'operetta, Osservazioni fisiche sul lago di Garda, che è il primo lavoro prettamente scientifico sul lago, considerato il primo lavoro scientifico di limnologia e idrobiologia.
Fu eletto socio dell'Académie française e della Royal Society (alla quale venne presentato da Isaac Newton).

## Dediche
In onore dello studioso, il più imponente vulcano sottomarino europeo, il Marsili, che sorge nei fondali del Mar Tirreno, porta il suo nome.

## Opere
La qualità dell'attività scientifica di Luigi Ferdinando Marsili è molto elevata, e solo a torto è stata dimenticata. Fu rivalutata in occasione del secondo centenario della morte, celebrato con solennità a Bologna nel 1930. In quell'occasione furono pubblicati, a cura dell'Accademia delle Scienze di Bologna, alcuni scritti inediti tra i quali un'autobiografia e memorie varie. Il catalogo dei manoscritti del Marsili era già stato pubblicato nel 1928 da Lodovico Frati.

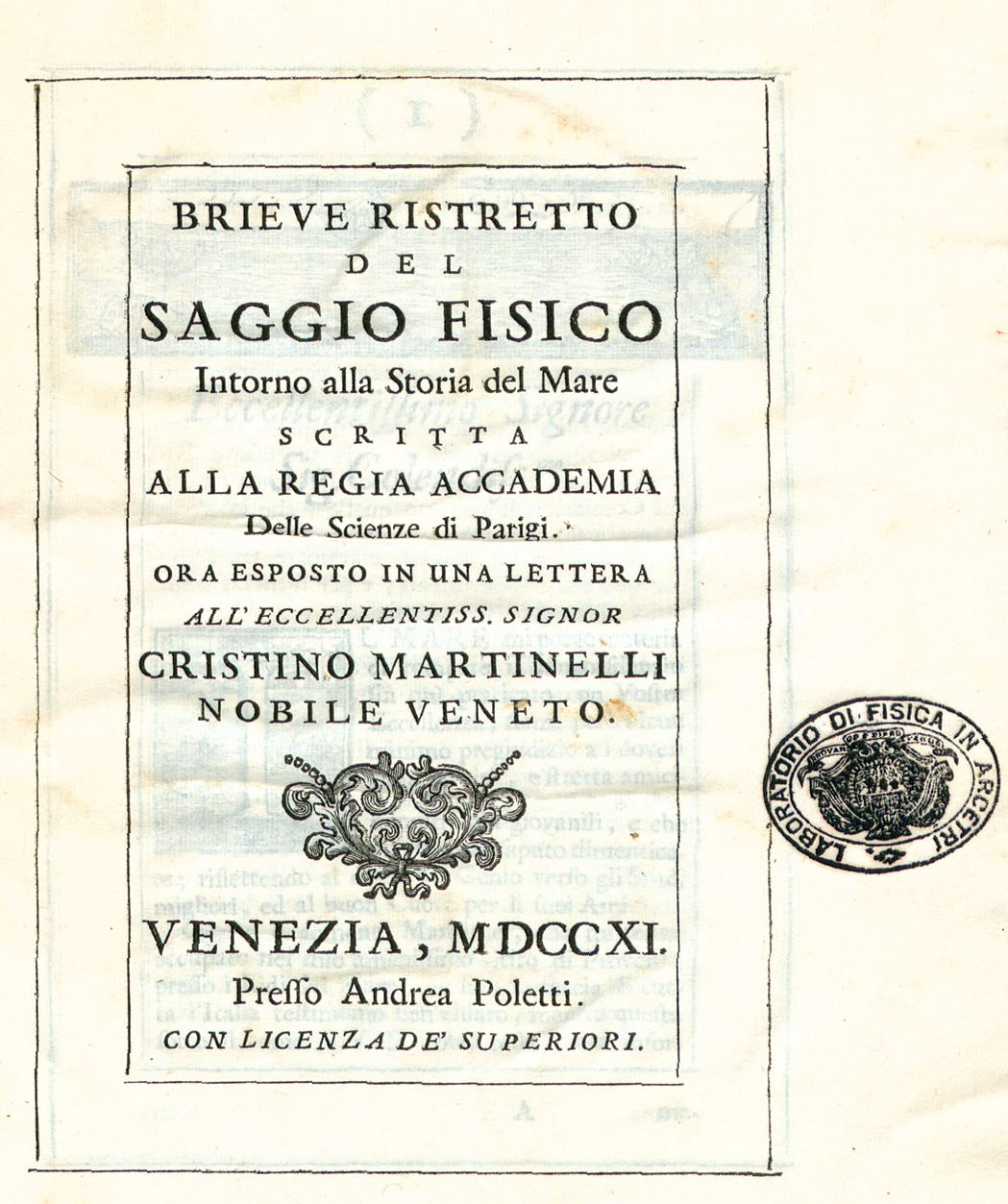
Brieve ristretto del saggio fisico intorno alla storia del mare, 1711

- Brieve ristretto del saggio fisico intorno alla storia del mare, Venezia, Andrea Poletti, 1711.
- Aloysii Ferdinandi De Marsiliis Instrumentum donationis illustrissimi, & excellentissimi viri domini comitis Aloysii Ferdinandi De Marsiliis favore illustrissimi et excelsi Senatus, et civitatis Bononiae in gratiam novae in eadem Scientiarum Institutiones, s. n., 1712?
- Ludovici Ferdinandi Marsilii Dissertatio de generatione fungorum ad illustrissimum & reverendissimum praesulem Joannem Mariam Lancisium... cui accedit ejusdem responsio una cum dissertatione de plinianae villae ruderibus atque Ostiensis litoris incremento, Romae: ex officina typographica Francisci Gonzagae in via lata, 1714.
- Atti legali per la fondazione dell'Istituto delle Scienze, ed Arti liberali per memoria degli ordini ecclesiastici e secolari che compongono la città di Bologna, In Bologna: nella stamperia bolognese di San Tommaso d'Aquino, 1728.
- Bevanda asiatica brindata all'eminentissimo Bonvisi, presentazione, trascrizione critica e commento di Clemente Mazzotta, Bologna, Gamma tipografica, 1986.
- Compendio di una storia della tipografia, a cura di Albano Sorbelli, Bologna: N. Zanichelli, 1930.
- Manifeste du comte de Marsigli, touchant l'affaire de Brisac, [1702].
- Osservazioni fisiche intorno al lago di Garda detto anticamente Benaco, a cura di Mauro Bonato, Verona: Della Scala, 2004, ISBN 88-85099-86-6
- Osservazioni intorno al Bosforo tracio o vero canale di Costantinopoli rappresentate in lettera alla sacra real maesta di Cristina regina di Svezia da Luigi Ferdinando Marsili, Estratto da: "Bollettino di pesca, di piscicultura e di idrologia", settembre-ottobre, 1935.
- Pesci che nascono nel Danubio e volatili che vivono lungo d'esso. Diligentemente delineati ed incisi in tavole 107 [tratte dai v. 4-5 dell'opera di Luigi Ferdinando Marsigli, Danubius Pannonico-Mysicus (1726)], In Bologna: nella stamperia di Lelio dalla Volpe impressore dell'Instituto delle Scienze, [1726?].
- Relazione dell'assedio di Vienna di Luigi Ferdinando Marsili, a cura di Albano Sorbelli, Bologna: N. Zanichelli, 1930.
- Stato militare dell'Imperio Ottomanno, incremento e decremento del medesimo. Del signore conte di Marsigli dell'Academia reale delle scienze di Parigi, e di Monpelieri, e della Società reale di Londra, e fondatore dell'Instituto di Bologna. Opera ornata di tavole tagliate in rame. Parte prima, In Haya: appresso Pietro Gosse, e Giovanni Neaulme, Pietro de Hondt, Adriano Moetjens, 1732.
- Stato militare dell'Imperio Ottomanno, Manfred Kramer (Einfuhrung), Richard F. Kreutel (Register), Graz: Akademische Druck -und Verlagsanstalt, 1972.
- Storia naturale dei gessi e solfi delle miniere di Romagna, di Luigi Ferdinando Marsili, a cura di Tino Lipparini, Bologna: N. Zanichelli, 1930.
- Antal Andras Deak (a cura di), Danubius Pannonico-Mysicus, tomus I. A Duna folfedezese, Budapest: Vizugyi Muzeum, Leveltar es Konyvgyujtemeny, 2004.
- Antonio Neviani (a cura di), Una lettera del conte Luigi Ferdinando Marsili al prof. Michelangelo Tilli (1723), Siena: Stab. tip. S. Bernardino, 1940.
- Clemente Mazzotta (a cura di), Bevanda asiatica, trattatello sul caffè di Luigi Ferdinando Marsili, Roma: Salerno, 1998, ISBN 88-8402-236-3
- Comitato Marsiliano (a cura di), Scritti inediti di Luigi Ferdinando Marsili raccolti e pubblicati nel II centenario dalla morte a cura del Comitato Marsiliano, Bologna: N. Zanichelli, 1930.
- Comitato Marsiliano (a cura di), Autobiografia di Luigi Marsigli, Bologna: Zanichelli, 1930.
- Comitato Marsiliano (a cura di), Memorie intorno a Luigi Ferdinando Marsili: pubblicate nel secondo centenario della morte / per cura del Comitato Marsiliano, Bologna: Zanichelli, 1930.
- Emilio Lovarini (a cura di), Autobiografia di Luigi Ferdinando Marsili, messa in luce nel II centenario dalla morte di Lui dal Comitato Marsiliano, Bologna: N. Zanichelli, 1930.
- Gian Giuseppe Bianconi (a cura di), Alcune lettere inedite del generale conte Luigi Ferdinando Marsigli al canonico Lelio Trionfetti per la fondazione dell'Istituto delle scienze di Bologna, Bologna: Tip. Sassi, 1849.
- Giorgio Dragoni (a cura di), Histoire physique de la mer di Luigi Ferdinando Marsigli, Edizione fotostatica con versione inglese), Bologna: Linosprint, 1999, ISBN 88-900403-0-0
- Raffaella Gherardi (a cura di), Relazioni dei confini della Croazia e della Transilvania a sua maestà cesarea di Luigi Ferdinando Marsili, Modena: Mucchi, 1986, ISBN 88-7000-086-9
- Rezio Buscaroli (a cura di), Lettere artistiche inedite del generale Marsili, Bologna: P. Cuppini, 1937.